# Vázsec
Vázsec vagy Vágfalva (szlovákul Važec) község Szlovákiában, a Zsolnai kerület Liptószentmiklósi járásában.

## Fekvése
A Liptói-medencében, Liptóújvártól 28 km-re keletre, a Fehér-Vág partján fekszik.

## Története
Területén már a történelem előtti időben is éltek emberek. Ezt bizonyítják az itt talált kőkori eszközök, valamint a hallstatt korból származó bronztárgyak.
A települést soltészjog alapján alapította birtokosa: Bohumir comes, aki 1269-ben kapta adományba. Később utódaiké: a Szent-Iványiaké, Szmrecsányiaké és Baanoké volt. Már nem sokkal az alapítás után felépítették a Remete Szent Antal tiszteletére szentelt templomot. Oklevél 1280-ban „Vasych” alakban említi először. 1286-ban „Vasych”, 1480-ban „Wasecz”, 1492-ben „Wasewcz” alakban szerepel a korabeli forrásokban. 1545-ben a falu áttért az evangélikus hitre és a templom is az evangélikus egyházé  lett, de később visszakapták a katolikusok. 1715-ben 63, 1720-ban 48 adózója volt. Az evangélikus hívek csak 1783-ban, a türelmi rendelet után építhettek maguknak templomot. 1784-ben 153 házában 1489 lakosa volt.
A 18. század végén Vályi András így ír róla: „VASCSEG. Tót falu Liptó Várm. földes Urai Szentiványi, és több Uraságok, lakosai katolikusok, és evangelikusok, fekszik Csorbához közel, mellynek filiája; határjának fele síkos, és könnyen míveltetik, fája is van mind a’ kétféle, legelőeje elég.”
1828-ban 197 házát 2093-an lakták. Lakói állattenyésztők, faárukészítők, zsindelykészítők, fuvarosok, tutajosok voltak.
Fényes Elek 1851-ben kiadott geográfiai szótárában így ír a faluról: „Vasecz, Liptó vm. tót falu, a szepesi országutban, a Fejér-Vágh mellett, a Hochvald hegy tövében: 179 kath., 1888 evang., 28 zsidó lak. Ev. anya-, kath. fil. szentegyház. Több urasági kastélyok; nagy de sovány határ; szép erdő, mellyben gomba bőséggel találtatik; lakosai fával, léczekkel, sat. eleven kereskedést üznek. F. u. Bán, Szmrcsányi. Ut. p. Vichodna.”
1871-től sokan dolgoztak a vasútnál is. A trianoni diktátumig Liptó vármegye Liptóújvári járásához tartozott.
1931. július 17-én tűzvész pusztított, s a település faházainak jelentős része a lángok martalékává vált.

## Népessége
| Év:            | 1994. | 2004.   | 2014.   | 2024.   |
| -------------- | ----- | ------- | ------- | ------- |
| Emberek száma: | 2399  | 2381    | 2361    | 2372    |
| Eltérés:       |       | -0,75 % | -0,83 % | +0,46 % |

| Év:            | 2023. | 2024.   |
| -------------- | ----- | ------- |
| Emberek száma: | 2361  | 2372    |
| Eltérés:       |       | +0,46 % |

1910-ben 2639 lakosából 2529 szlovák volt.
2011-ben 2387 lakosából 2065 szlovák és 157 cigány.

## Híres emberek
- A faluban élt és alkotott 1923 és 1959 között Jan Hála cseh festőművész, művei a képtárban láthatók.

## Nevezetességei
- Remete Szent Antalnak szentelt bencés apátsági temploma a 13. század végén épült gótikus stílusban, benne gótikus Madonna-szoborral. 1738-ban barokk stílusban felújították, majd 1910-ben teljesen átépítették.
- Evangélikus temploma 1892-ben épült neogótikus stílusban.
- Határában egy 1923-ban felfedezett cseppkőbarlang is van, amelynek egy része már régebben is ismert volt a helyiek körében. Az 1954-ben megnyitott barlang teljes hossza 530 méter, ebből 235 méter látogatható. Levegő hőmérséklete egész évben 7-7.5 °C körül mozog. A barlang őslénytani leletekben rendkívül gazdag, többek közt a barlangi medve maradványainak egyik lelőhelye.
- Az 1998-ban felszentelt katonai temető a második világháborúban e környéken elesett 7000 német katonának állít emléket.
- Múzeum. Egykoron a település egyetlen falazott, emeletes lakóházaként túlélte az 1931-es tűzvészt. Jelenlegi tulajdonosa felújíttatta, s a község múltját bemutató múzeumot alapított az épületben.
- Jan Hála Képtár (szlovákul Galéria Jana Hálu). A festőművész egykori lakóházában – mely egyúttal műtermeként is szolgált – 1977-ben képtárat alapítottak.

## Külső hivatkozások
- Hivatalos oldal
- E-obce.sk Archiválva 2009. március 25-i dátummal a Wayback Machine-ben
- A község a Magas-Tátra turisztikai honlapján
- Községinfó
- Vázsec Szlovákia térképén